# Crash Bandicoot
Crash Bandicoot é uma franquia de jogos eletrônicos de desenvolvida originalmente pela Naughty Dog para o PlayStation. A série já teve inúmeras entradas criadas por vários desenvolvedores e publicados em múltiplas plataformas. A franquia consiste predominantemente em jogos de plataforma, mas também inclui spin-offs dos gêneros de corrida de kart e de grupo. A série foi originalmente produzida pela Universal Interactive, que mais tarde ficou conhecida como Vivendi Games; em 2008, a Vivendi se fundiu com a Activision, que atualmente detém e publica a franquia.
Os jogos se passam principalmente nas fictícias Ilhas Wumpa, um arquipélago situado ao sul da Austrália, onde humanos e animais mutantes coexistem, embora outros locais sejam comuns. Os protagonistas da série são um par de bandicoots geneticamente modificados chamados Crash e Coco, cujas vidas tranquilas nas Ilhas Wumpa são frequentemente interrompidas por seu criador e principal antagonista da série, Doutor Neo Cortex, que tenta eliminar Crash como um obstáculo constante em seus planos de dominação mundial.

## História

### 1996–2000: Exclusividade no PlayStation
Depois de apresentar Way of the Warrior para Mark Cerny da Universal Interactive Studios, a Naughty Dog foi contratada pela empresa para três jogos adicionais. Em agosto de 1994, Andy Gavin e Jason Rubin começaram sua mudança de Boston, Massachusetts para Los Angeles, Califórnia. Durante a viagem, Gavin e Rubin decidiram criar um jogo de plataforma de ação 3D, inspirando-se em séries de jogos da era de 16 bits, como Donkey Kong Country, Mario e Sonic. Como o jogador seria forçado a olhar constantemente para as costas do personagem, o jogo recebeu o codinome jocosamente de "Sonic's Ass Game". A tecnologia básica do jogo e da série Crash Bandicoot como um todo foi criada em algum lugar perto de Gary, Indiana. A teoria do jogo preliminar foi projetada perto do Colorado. Logo depois, Gavin e Rubin descartaram seu design de jogo anterior para Al O. Saurus e Dinenstein, um jogo de rolagem lateral baseado em viagem no tempo e cientistas geneticamente fundidos com dinossauros. Em setembro de 1994, Gavin e Rubin decidiram desenvolver seu novo jogo para o PlayStation, após o qual Rubin começou o design de personagens. Em novembro de 1994, a Naughty Dog contratou Dave Baggett, seu primeiro funcionário e amigo de Gavin do Instituto de Tecnologia de Massachusetts. Juntos, Gavin e Baggett criaram a ferramenta de desenvolvimento "Game Oriented Object LISP" (GOOL), que seria usada para criar os personagens e a jogabilidade do jogo. Em janeiro de 1995, Rubin ficou preocupado com a proporção entre programadores e artistas e contratou Bob Rafei e Taylor Kurosaki como artistas adicionais.
Precisando de um personagem principal para o jogo, a Naughty Dog recrutou os artistas Charles Zembillas e Joe Pearson e se reuniu com eles semanalmente para criar os personagens e ambientes do jogo, eventualmente criando um personagem chamado "Willy the Wombat". O diretor de marketing da Universal Interactive insistiu que o personagem fosse chamado de "Wez", "Wuzzles" ou "Wizzy the Wombat". Ao criar os níveis do jogo, Zembillas e Pearson primeiro esboçaram cada ambiente, projetando e criando elementos individuais adicionais posteriormente. Eles buscaram um visual orgânico e crescido para o jogo e se esforçaram para evitar completamente linhas retas e cantos de 90 graus. Um artista da Naughty Dog esboçou cada objeto de fundo do jogo antes de sua modelagem. Os artistas foram encarregados de aproveitar ao máximo as texturas e reduzir a quantidade de geometria. Elementos escuros e claros foram justapostos para criar interesse visual e separar a geometria. Os artistas da Naughty Dog apertavam os olhos ao esboçar, texturizar e jogar as fases para garantir que pudessem ser jogadas apenas com base na intensidade da luz. O uso correto das cores era um objetivo importante para os artistas da Naughty Dog; por exemplo, cores que se acentuavam mutuamente foram escolhidas como tema para as fases "Lost City" e "Sunset Vista". O interior do castelo do Doutor Neo Cortex foi projetado para refletir a mente pervertida de Cortex.
Após a criação do personagem principal, a equipe passou três meses desenvolvendo o jogo. O jogo se tornou funcional pela primeira vez em abril de 1995 e jogável em junho do mesmo ano. Os três primeiros níveis do jogo foram concluídos em agosto de 1995. No entanto, eles foram considerados muito difíceis para aparecer tão cedo no jogo e foram movidos para a área da usina. A artista Charlotte Francis se juntou à Naughty Dog por volta dessa época. Em setembro de 1995, uma fita de vídeo de Crash Bandicoot foi exibida à Sony Computer Entertainment a portas fechadas. Enquanto jogava durante o desenvolvimento, Rubin percebeu que havia muitas áreas vazias no jogo devido à incapacidade do PlayStation de processar vários personagens inimigos na tela ao mesmo tempo. Além disso, os jogadores estavam resolvendo os quebra-cabeças do jogo muito rápido. Rubin logo teve a ideia de uma caixa e colocar vários símbolos nas laterais para criar quebra-cabeças. Quebrar essas caixas serviria para preencher as partes chatas dos níveis e dar ao jogador quebra-cabeças adicionais. A primeira "caixa" foi colocada no jogo em janeiro de 1996 e se tornaria o principal elemento de jogabilidade da série. A destruição das caixas por Willy theWombat, acabaria levando-o a ser renomeado "Crash Bandicoot". Em março de 1996, a Sony concordou em publicar Crash Bandicoot, que entrou na fase alfa em abril de 1996. Crash Bandicoot foi mostrado pela primeira vez na Electronic Entertainment Expo em maio de 1996.
| 1996 | Crash Bandicoot                         |
| 1997 | Crash Bandicoot 2: Cortex Strikes Back  |
| 1998 | Crash Bandicoot: Warped                 |
| 1999 | Crash Team Racing                       |
| 2000 | Crash Bash                              |
| 2001 | Crash Bandicoot: The Wrath of Cortex    |
| 2002 | Crash Bandicoot: The Huge Adventure     |
| 2003 | Crash Bandicoot 2: N-Tranced            |
| 2003 | Crash Nitro Kart                        |
| 2004 | Crash Bandicoot Purple and Spyro Orange |
| 2004 | Crash Twinsanity                        |
| 2005 | Crash Tag Team Racing                   |
| 2006 | Crash Boom Bang!                        |
| 2007 | Crash of the Titans                     |
| 2008 | Crash Bandicoot Nitro Kart 3D           |
| 2008 | Crash: Mind Over Mutant                 |
| 2009 | Crash Bandicoot: Mutant Island          |
| 2010 | Crash Bandicoot Nitro Kart 2            |
| 2011 |                                         |
| 2012 |                                         |
| 2013 |                                         |
| 2014 |                                         |
| 2015 |                                         |
| 2016 |                                         |
| 2017 | Crash Bandicoot N. Sane Trilogy         |
| 2018 |                                         |
| 2019 | Crash Team Racing Nitro-Fueled          |
| 2020 | Crash Bandicoot 4: It's About Time      |
| 2021 | Crash Bandicoot: On the Run!            |
| 2022 |                                         |
| 2023 | Crash Team Rumble                       |

O desenvolvimento de Cortex Strikes Back começou em outubro de 1996. Para o jogo, Andy Gavin criou um novo mecanismo e linguagem de script chamado "Game Oriented Object LISP 2" (GOOL 2), que era três vezes mais rápido que o mecanismo do jogo anterior, conseguia lidar com dez vezes mais quadros de animação e o dobro da contagem de polígonos. Os níveis da selva deveriam originalmente apresentar neblina no chão, mas isso foi abandonado quando revistas e o público começaram a criticar duramente outros desenvolvedores por usar neblina para ocultar a contagem de polígonos. A luz do sol e a profundidade foram experimentadas nesses níveis. Desejando ter alguns locais "sujos" no jogo, a Naughty Dog trabalhou nos níveis do esgoto e adicionou contraste de cores a eles para mostrar profundidade e quebrar a monotonia repetitiva dos canos de esgoto sem fim. Um plano z-buffer foi criado para o jogo; como as superfícies de água e lama na selva precisavam ser planas e exatamente planas no eixo Y, não havia ondas e o plano de subdivisão não podia estar em um ângulo estranho. O efeito só funcionava em objetos em primeiro plano e era usado apenas em Crash, alguns inimigos e algumas caixas ao mesmo tempo. A trilha sonora de Crash Bandicoot 2: Cortex Strikes Back foi fornecida pela Mutato Muzika (composta por Mark Mothersbaugh e Josh Mancell), enquanto os efeitos sonoros foram criados pela Universal Sound Studios (composta por Mike Gollom, Ron Horwitz e Kevin Spears). Os personagens foram desenhados por Charles Zembillas, da American Exitus, Incorporated. Clancy Brown dublou o Doutor Neo Cortex, enquanto Brendan O'Brien dublou o papel duplo do Doutor N. Gin e do Doutor Nitrus Brio, e Vicki Winters dublou Coco Bandicoot. O jogo foi revelado na Electronic Entertainment Expo em Atlanta, Geórgia, em junho de 1997, com uma recepção positiva da indústria de jogos. O jogo entrou em fase alfa em agosto de 1997. Nessa época, Dan Arey, o designer-chefe de Gex: Enter the Gecko, juntou-se à Naughty Dog e simplificou o design dos níveis.
Assim como o primeiro, o segundo jogo foi um sucesso comercial, dando sinal verde para um terceiro. A produção de Crash Bandicoot: Warped começou em janeiro de 1998, com a Naughty Dog tendo apenas 10 meses e meio para concluí-lo. Os programadores Andy Gavin, Stephen White e Greg Omi criaram três novos motores de jogo para o jogo. Dois dos três novos motores eram tridimensionais por natureza e foram criados para os níveis de avião e jet-ski; o terceiro novo motor foi criado para os níveis de motocicleta, no estilo de um simulador de direção. Os novos motores combinados compõem um terço do jogo, enquanto os outros dois terços consistem no motor ajustado usado nos jogos anteriores. Jason Rubin explicou que o motor e o estilo de jogo "clássicos" foram preservados devido ao sucesso dos dois jogos anteriores e prosseguiu dizendo que "se abandonássemos esse estilo de jogabilidade, isso significaria abandonar uma proporção significativa de jogadores por aí". Um de plano arbitrário z-buffer foi criado para os níveis de jet-ski e corredor egípcio inundado do jogo. Para criar uma sensação completamente fluida para a água nesses níveis, um mapa de ambiente que reflete o céu foi instalado na superfície da água. Uma sombra real foi dada ao personagem Crash a pedido dos produtores da Sony Computer Entertainment America, que estavam "cansados daquele pequeno disco que o persegue". Para criar uma experiência "arcade" nos níveis de avião e diferenciá-los dos simuladores de voo, os aviões inimigos foram programados para aparecer na frente do jogador e dar a ele tempo suficiente para atirar neles antes que se virassem e atirassem no jogador, em vez de surgirem por trás do jogador e atingi-lo por trás. O sistema de Relíquias foi introduzido para dar aos jogadores um motivo para retornar ao jogo após sua conclusão.
Também em 1998, a Tiger Electronics lançou uma série chamada 99X, cada uma contendo um jogo em preto e branco, em oposição aos jogos de LCD pelos quais eram comumente conhecidos. Eram portáteis equipados com uma tela matricial, permitindo uma ampla variedade de fundos e jogabilidade para um único jogo. Embora executassem um programa de software armazenado em ROM, os sistemas eram consoles dedicados, semelhantes aos jogos de TV plug-and-play da década de 2000. Um jogo com Crash Bandicoot, simplesmente intitulado Crash Bandicoot, foi lançado como parte desta série. Apesar do nome e de ser um jogo de plataforma como seus antecessores, não é uma adaptação nem guarda qualquer relação com o jogo de 1996, apresentando, em vez disso, um enredo próprio envolvendo Crash recuperando tesouros de uma mansão assombrada por um fantasma chamado Sr. Crumb e seus comparsas. Este foi o primeiro jogo portátil a ser lançado na série, bem como o primeiro a incluir um modo multijogador.
Embora inicialmente a Naughty Dog tivesse sido contratada para produzir apenas três jogos, Crash Team Racing era um possível Crash 3, já que sua produção começou depois de Crash 2 e o jogo que fosse finalizado primeiro seria lançado primeiro. No entanto, a Naughty Dog já havia avançado bastante no projeto e decidiu finalizá-lo e lançá-lo. David Baggett produziu a trilha sonora do jogo, com Mark Mothersbaugh e Josh Mancell, da Mutato Muzika, compondo a música. Os efeitos sonoros foram criados por Mike Gollum, Ron Horwitz e Kevin Spears, da Universal Sound Studios. Isso marcou o fim dos jogos de Crash Bandicoot da Naughty Dog.
Com o lançamento de Crash Bash, o contrato de publicação da Universal Interactive com a SCE chegou ao fim. O status de destaque de Crash na comunidade de videogames levou a empresa a transformar Crash em uma série multiplataforma, entregando-a a Mark Cerny e à Vicarious Visions para desenvolver dois jogos separados, porém conectados.

## Jogabilidade
Em cada jogo da série, Crash, o protagonista, deve se aventurar por várias fases de ambientes limitados. Espalhadas pelas fases, há o que se chama de "frutas Wumpa" (que parece uma mistura de maçã, pêssego e manga), uma fruta típica que há nas ilhas. Pegando 100, Crash ganhará uma vida extra.
Em toda fase (tirando os chefes) há caixas a serem quebradas. Elas podem conter frutas Wumpa, vidas ou a máscara Aku Aku. Essa máscara impede que Crash morra quando for atingido por um inimigo, e se pegar três, ganhará invencibilidade temporária (a não ser a quedas), e se Crash for atingido por algum inimigo quando não estiver com a máscara, ele morrerá de uma maneira cômica.
Há também caixas de TNT e de Nitro. A caixa de TNT poderá somente ser quebrada pulando em cima e esperar três segundos para que exploda. Já a caixa de Nitro (Introduzido a partir de Crash Bandicoot 2), não pode ser tocada de forma alguma ou irá explodir. Se Crash girar e uma caixa "!" verde, fará com que todas as caixas de Nitro da fase explodam. Quebrando todas as caixas do jogo fará com que o jogador ganhe uma Gema.
A partir do segundo jogo da série, existem as plataformas de bônus e as rotas da morte (Plataforma Com Caveira). As plataformas de bônus transportam o jogador para um nível de bônus, onde ele poderá pegar vidas, frutas Wumpa e caixas extras (no nível de bônus, quando o jogador morre não se perde nenhuma vida). Já as plataformas de caveira possuem uma função quase igual, sendo somente habilitável se o jogador não tiver morrido antes de chegar nelas. Nessa plataforma, é possível encontrar caixas extras e achar uma gema extra.
A partir do terceiro jogo da série, foram introduzidas as Relíquias, sendo somente habilitáveis se o jogador completar a fase antes do tempo mostrado na tela. Cada Relíquia é dividida em três categorias: Safira, Ouro e Platina. No mesmo jogo, há também os super-poderes, ganhos sempre que o jogador derrotar um chefe: a Barrigada Poderosa, o Pulo Duplo, o Giro prolongado, a Bazuca de Frutas Wumpa e os Sapatos de Velocidade (a partir de Crash Bandicoot 2: N-Tranced, Crash já possui os dois primeiros poderes desde o início do jogo). Em Crash Bandicoot: The Wrath of Cortex é adicionado um novo poder: os Sapatos Protetores que possibilitam a Crash andar em cima das caixas de Nitro.
Há também os blocos "!" cinza e verde. Os cinza fazem alguma coisa aparecer (principalmente caixas, abrir portas e ligar plataformas) e, como já mencionado acima, os verdes explodem todas as caixas de Nitro da fase.

### Cronologia oficial

Crash em Mind Over Mutant

Capa de Crash Bandicoot para PS1

| Título                                 | Data de Lançamento | Plataformas                                                                        |
| -------------------------------------- | ------------------ | ---------------------------------------------------------------------------------- |
| Crash Bandicoot                        | 09/09/1996         | PlayStation                                                                        |
| Crash Bandicoot 2: Cortex Strikes Back | 31/10/1997         | PlayStation                                                                        |
| Crash Bandicoot 3: Warped              | 31/10/1998         | PlayStation                                                                        |
| Crash Bandicoot: The Wrath of Cortex   | 29/10/2001         | GameCube, PlayStation 2, Xbox                                                      |
| Crash Twinsanity                       | 21/09/2004         | PlayStation 2 e Xbox                                                               |
| Crash of the Titans                    | 04/10/2007         | Nintendo DS, Game Boy Advance, PlayStation 2, PlayStation Portable, Wii e Xbox 360 |
| Crash: Mind Over Mutant                | 23/08/2008         | DS, PlayStation Portable, Playstation 2, Wii e Xbox 360                            |
| Crash Bandicoot N. Sane Trilogy        | 30/06/2017         | Playstation 4, Xbox One, Nintendo Switch e PC                                      |
| Crash Team Racing Nitro-Fueled         | 18/06/2019         | Playstation 4, Xbox One e Nintendo Switch                                          |
| Crash Bandicoot 4: It's About Time     | 02/10/2020         | Playstation 4, Xbox One e Xbox Series X                                            |

### Spin-offs
- Crash Bandicoot: The Huge Adventure (2002) - Game Boy Advance.
- Crash Bandicoot 2: N-Tranced (2003) - Game Boy Advance.
- Crash Bandicoot Purple: Ripto's Rampage (2004) - Game Boy Advance
- Spyro Orange: The Cortex Conspiracy (2004) - Game Boy Advance
- Crash Bandicoot: On the Run! (2021) - Android e iOS

### Corrida
- Crash Team Racing (1999) - PlayStation, PlayStation Portable e PlayStation 3
- Crash Nitro Kart (2003) - Celular, Game Boy Advance, GameCube, N-Gage, PlayStation 2 e Xbox
- Crash Bandicoot: Nitro Kart 2 (2010) - iOS
- Crash Bandicoot: Nitro Kart 3D (2008) - N-Gage, Zeebo, e iOS
- Crash Racing (2005) - Celular
- Crash Tag Team Racing (2005) - GameCube, PlayStation 2, PlayStation Portable e Xbox
- Crash Team Racing Nitro Fueled (2019) - Playstation 4, Xbox One e Nintendo Switch

### Party Games
- Crash Party Games (2006) - Celular
- Crash Bash (2000) - PlayStation
- Crash Boom Bang! (2006) - Nintendo DS
- Chokkan♪ Crash Bandicoot (2007) - Celular
- Sammy Interactive Pachislot: Crash Bandicoot (2005) - Arcade
- CR Kurasshu Bandikū - Arcade
- Crash Team Rumble (2022)

### Caça-Níqueis
- Crash Slot Machine - Arcade

### Remasterizações
- Crash Bandicoot N. Sane Trilogy (2017) - Playstation 4, Xbox One, Nintendo Switch e PC
- Crash Team Racing Nitro Fueled (2019) - Playstation 4, Xbox One e Nintendo Switch

### Cancelados
- Cortex Chaos - Gamecube, PlayStation 2 e Xbox
- Crash Team Racing 2010 - PlayStation 3, Wii e Xbox 360
- Crash Online - PC
- Crash Landed - PlayStation 3, Wii, Xbox 360 e DS

## Futuro
Em uma entrevista do site Kotaku com o CEO da Activision Publishing sobre o futuro da série Crash Bandicoot, Eric Hirshberg disse as seguintes palavras: "Eu não tenho nada oficial para anunciar mas posso falar como um indivíduo. Eu amo Crash Bandicoot. Ele protagonizava alguns dos meus jogos favoritos. Eu queria encontrar uma maneira de trazê-lo de volta. Se pudessemos". Andy Gavin, co-criador de Crash Bandicoot, declarou em uma entrevista que adoraria ver uma versão HD dos quatro primeiros jogos da série, ou um reboot totalmente moderno para PS3 e Xbox 360. Jason Rubin disse que está esperançoso de que a Activision trará Crash Bandicoot de volta aos seus dias de glória e que o personagem ainda é muito querido para os fãs entre 17 e 49 anos.
Um novo design de Crash Bandicoot foi visto em uma foto no estúdio da Vicarious Visions levantando rumores de que um novo jogo da série pode estar em desenvolvimento, apesar de que este foi mais tarde confirmado que seria um conceito de arte de um jogo anterior da série Crash Bandicoot que foi cancelado há muito tempo, possivelmente, antes da Activision se unir com a Sierra Entertainment.
Porém novos rumores surgiram com uma suposta imagem na internet, mostrando algo que seria uma contagem regressiva.
Em entrevista à Official PlayStation Magazine do Reino Unido, Andrew Gavin, um dos fundadores da Naughty Dog, falou a respeito da possibilidade de revitalização da série Crash Bandicoot: "Crash precisa de um reboot total. Há uma oportunidade para redefinir a história, e voltar para sua história de criação e do conflito original com Cortex. Nesse contexto, você poderia refazer Crash clássico 1 e 2 e suas configurações e vilões. Faria sentido usar um estilo de livre exploração mais moderno. Eu me concentraria em uma animação no estilo de Pernalonga e sua turma e em ação viciante. Isso é o que fizemos com o Crash original e não há nenhuma razão pela qual não poderia ser feito hoje. Tendo em conta os jogos de Crash atuais, as pessoas esqueceram que ele já foi legal. Nosso Crash tinha uma certa vantagem caprichosa para ele. Claro, era pateta, mas não era burro".
Em novembro de 2013, os rumores estavam circulando de que a Sony havia retomado os direitos da franquia Crash Bandicoot da Activision. Surgiram especulações que foram alimentadas após o lançamento da campanha PlayStation 4 # 4ThePlayers, com um sinal de trânsito de um bandicoot, com uma seta apontando para o logotipo laranja da Sony Computer Entertainment, No entanto isso foi provado ser falso, logo depois da Activision ter confirmado que ainda detinha os direitos através de um artigo do site Game Informer, e que a empresa estava explorando novos modos de reviver a série. Também foi observado por publicações de sites como IGN que Crash tinha sido removido do site oficial da Activision o que parece aumentar ainda mais a credibilidade ao rumor.
Foi confirmado no evento anual E3 2016 (Electronic Entertainment Expo) que Crash Bandicoot irá voltar com os três primeiros jogos da franquia remasterizados e o jogo Crash Bandicoot N.Sane Trilogy, que seria lançado em algum momento de 2017 e que iria aparecer no novo jogo da franquia Skylanders: Skylanders Imaginators como personagem jogavel este ano. Foi anunciado na Gamescom 2016 que o Dr. Neo Cortex também seria jogável em Skylanders: Imaginators, e que Vicarious Visions está desenvolvendo um nível Crash-temático para o jogo chamado "Thumpin' Wumpa Islands".

## Desenvolvedores

### EraNaughty Dog
- Crash Bandicoot (1996)
- Crash Bandicoot 2: Cortex Strikes Back (1997)
- Crash Bandicoot 3: Warped (1998)[12]
- Crash Team Racing (1999)

### EraEurocom
- Crash Bash (2000)

### EraTraveller's Tales
- Crash Bandicoot: The Wrath of Cortex (2001 - 2002)
- Crash Twinsanity (2004)

### EraVicarious Visions
- Crash Bandicoot: The Huge Adventure/Crash Bandicoot XS (2002)
- Crash Nitro Kart (2003)
- Crash Bandicoot 2: N-Tranced (2003)
- Crash Bandicoot Purple: Ripto's Rampage/Crash Bandicoot Fusion (2004)
- Spyro Orage: The Cortex Conspiracy/Spyro Fusion (2004)
- Crash Bandicoot N. Sane Trilogy (2017)

### Era Dimps
- Crash Boom Bang! (2006)

### Era Radical Entertainment
- Crash Tag Team Racing (2005)
- Crash of the Titans (2007)
- Crash: Mind Over Mutant (2008)

### Era Vivendi Games Mobile
- Crash Party Games (2004)
- Crash Racing (2005)
- Crash Bandicoot Mutant Island (2009)

### Era Polarbit
- Crash Bandicoot: Nitro Kart 3D (2008)
- Crash Bandicoot: Nitro Kart 2 (2010)

### EraBeenox
- Crash Team Racing Nitro Fueled (2019)

### Era Toys for Bob
- Crash Bandicoot 4: It's About Time (2020)
- Crash Time Rumble (2023)

## Personagens
- Ver o artigo: Lista de personagens de Crash Bandicoot

## Na cultura popular
No episódio de Os Simpsons "Lisa tira um A", Crash é parodiado como "Dash Dingo", um dingo antropomórfico usando roupas australianas estereotipadas. Numa paródia de Crash Bandicoot 2, o vilão do jogo (que possui uma certa semelhança com Steve Irwin) se projeta num holograma e pede a Dash para "encontrar e devorar os sete Bebês de Cristal", numa referência ao desaparecimento de Azaria Chamberlain e aos cristais do mesmo jogo.
No episódio de Johnny Test "Johnny vs. Texugo Arrasador 3", Johnny ganha um jogo de nome "Texugo Arrasador 3", cujo protagonista é um texugo quase idêntico a Crash que deve quebrar caixas para passar de fase e derrotar o Dr. Cérebro-de-Pântano, um vilão cuja personalidade e algumas frases são idênticas a do Dr. Neo Córtex. Coincidentemente, o texugo também ataca com um giro idêntico ao de Crash.
No episódio de Friends  "The one with Monica's Thunder", Chandler aparece jogando Crash Team Racing, um pouco antes de Joey entrar em cena.
No filme "Best Player", Quincy aparece jogando "Crash of the Titans".
No filme Baby Geniuses, um dos bebês aparece jogando Crash Bandicoot na fase Lights Out, pouco antes de ir trocar de roupa.
Na série Ben 10 o personagem Rath tem a aparência e o modo de falar de Tiny Tiger.
Crash Bandicoot já apareceu em comerciais de TV, foi criado especialmente para a Naughty Dog, concorrente da Nintendo.